# IC 3077
IC 3077 је спирална галаксија у сазвјежђу Береникина коса која се налази на листи објеката дубоког неба у Индекс каталогу.
Деклинација објекта је + 14° 25' 58" а ректасцензија 12h 15m 56,1s. Привидна величина (магнитуда) објекта IC 3077 износи 14,1 а фотографска магнитуда 14,8. IC 3077 је још познат и под ознакама UGC 7285, MCG 3-31-85, CGCG 98-118, VCC 170, PGC 39256.